# 澳門勞動報
《澳門勞動報》，由何興國、薛燦甫和李漫洲等三人創辦。創刊於2007年8月1日，每月1日和16日出版，後改為逢周三出版。首期出紙2000份，后增改為全彩版面。免費向市民派發，以後售價為澳門元二元，至2008年8月31日已出版45期，印數5000份。由於金融海嘯影響，報社財源斷絕，於同年9月30日（第50期）後停刊。
創刊的契機是2007年澳門勞動節遊行，以發表勞動階層聲音為宗旨，抗衡澳門主流平面媒體的偏向政府言論；立場偏向批評政府施政、對五一遊行的評述等。
社長兼總編輯為何興國（澳門職工聯盟理事長），編輯薛燦甫。

## 簡介
報紙以投稿式為主，綜合網民論述或者遊行團體代表聲明文章等；另外亦有揭露式報道，但並沒有提及記者等名字。
主要欄目包括頭版專訪特稿、評論立法會活動專欄「模擬立法會」、時事評論專欄「翅刺集」、針對博彩業佔澳門經濟結構比例過重，報道其他行業生存情況專欄「百業浮沉專訪」、教育版「說桃論理」、上班族專欄「職場白骨精」、針對內地與澳門關係專欄「大陸人看澳門」及「澳門行」等。
此外，尚設有讀者投稿欄目「爆料熱線」、「讀者來信」等。

## 2008年社長被控誹謗案
2008年8月5日，何興國被司法警察局傳召，指有官員就該報於4月23日刊登的文章中的下列文字進行誹謗控訴：
|  | 黑社會趕走了，黑工卻請來了。當然，是經濟財政司和勞工局請來的他們，不是你請來的。問題是，他們有權請來，你卻有義務趕走他們，可是關於這點，實在是令人遺憾萬分。 |

該報在9月24日宣布，因誹謗罪（澳門刑法典第174條）或侮辱罪（第175條）的被害人必須是自然人，故本案所檢舉的批評文章不構成誹謗或侮辱罪，決定根據澳門《刑事訴訟法典》第259條第一款之規定將該案歸檔。